# Pretendian
Pretendian ist ein englischsprachiges Kofferwort aus pretend (vorgeben) und Indian.

## Definition
Pretendian ist ein Ausdruck für eine Person, die fälschlicherweise eine indigene Identität durch Abstammung von Indigenen Völkern, wie den First Nations, beansprucht. Der Pretendianismus wird als Form illegitimer kultureller Aneignung angesehen.

## Alleged Pretendians List
Die „Alleged Pretendians List“ wurde von Jacqueline Keeler, einer indianischen Schriftstellerin und Aktivistin veröffentlicht, die darauf Pretendians in Politik, Wissenschaft und Film entlarvte.

## Rechtliche Aspekte
In Kanada wurde 2024 eine Frau zu drei Jahren Haft verurteilt, weil sie als Pretendian für ihre Töchter 150.000 kanadische Dollar an Sozialleistungen für Inuit-Bewohner fälschlich beantragt und erhalten hatte.

## Beispiele (Auswahl)
Personen, denen vorgeworfen wird Pretendians zu sein:
- Buffy Sainte-Marie (* 1941) gab sich als Angehörige des Cree-Volkes aus. Sie wurde in Kanada als erste indigene Person mit einem Oscar ausgezeichnet. Sie hat aber ihre Herkunft wohl falsch dargestellt, weshalb ihr der Order of Canada aberkannt wurde.[2]
- Sacheen Littlefeather (1946–2022), die 1973 bei der Oscarverleihung als indianische Aktivistin im Namen Marlon Brandos die Annahme des Preises ablehnte.[8]
- Elizabeth Warren (* 1949)[9], US-Politikerin
- Randy Boissonnault (* 1970), ehemaliger kanadischer Minister im Kabinett von Justin Trudeau.[10]